# Células Revolucionarias (Argentina)
Las Células Revolucionarias fue una guerrilla urbana creada a mediados del 2009 en el área metropolitana de Buenos Aires, siendo responsable de varios atentados incendiarios y atentados explosivos contra edificios gubernamentales, oficinas de trasnacionales y las consideras "estructuras burguesas".

## Historia
A mediados del 2009, la Brigada Luciano Arruga (llamada en honor a Luciano Arruga, joven torturado y desaparecido por la Policía bonaerense) unieron fuerzas con los Núcleos Juan Bianchi, Nucleó Joaquín Penina, Núcleo Hilda Guerrero de Molina y Simón Radowitzky, que expropiaron armas pertenecientes a empleados de compañías de seguridad privadas en las localidades General Pacheco y en Quilmes, en el Gran Buenos Aires, clamadas en diversos medios antiautoritarios. Las demás células que pertenecían al grupo incluyen a los Núcleo Diego Petrissans, Núcleo Leandro Morel, Núcleo Juan Bianchi, Colectivo Clasista 22 de agosto, Núcleo Simon Radowitsky, Unidad Bonefoi-Carrasco, Unidad Cárdenas-Fuentealba, y Unidad de Héroes de la Semana Trágica.
El grupo saco un comunicado resaltando algunas cuestiones y dudas que generaban acciones de gran envergadura, tanto en la capital como en el interior del país, utilizando armas de gran poder, recordando guerrillas Marxistas-leninistas, durante su apogeo ideológico y práctico. Además de que en sus comunicados arrojaban un "clasismo", "heroísmo proletario" y un sinfín de mezclas ideológicas, según otros militantes anarquistas, aclarando más tarde que eran un grupo que rechazaba ser "vanguardia, clasistas o iluminados", y solo eran receptivos con militantes de diferentes ideologías. El grupo también saco un comunicado donde habla del atentado de Río Negro donde justifica este y otros atentados donde terceros resultaron heridos, agregando que no era intención del grupo y supuestamente es uno de los ejes centrales de la autocrítica realizada por el grupo.

## Ataques
El primer ataque realizado por el grupo fue el 1 de junio del 2009 cuando clamaron un ataque explosivo contra una concesionaria Chevrolet en Buenos Aires, ocasionando daños materiales, que no son recogidos por la prensa. Su segundo ataque fue el martes 4 de agosto por la noche a las 02:30 a. m. en Buenos Aires, Argentina, un dispositivo explosivo improvisado explotó en la oficinas de LAN Airlines (Actual LATAM Airlines) dañando una puerta, ventana y algunos muebles, pero sin causar víctimas. Un hombre ha sido detenido para ser interrogado pero aún no ha sido identificado como involucrado en el ataque. Las Células Revolucionarias/Brigada Mauricio Morales se atribuyó el ataque.
En la madrugada del 16 de noviembre de 2009, en Buenos Aires, Argentina una explosión frente a la sucursal Banco Ciudad frente a un hotel de lujo, días después un anarquista- La llamada comunista "Célula Revolucionaria Marco Ariel Antonioletti" se atribuyó la responsabilidad del ataque. El 17 de diciembre una célula clamó responsabilidad al centro de retiro y jubilación de la policía federal en Buenos Aires, pero no es reconocido por la prensa. Días después grupo también clamó una explosión en las cercanías de la sede del Régimen Penitenciario Federal, en Buenos Aires, un ataque explosivo contra una sucursal del BBVA Francés el 29 de diciembre del 2009. y un ataque con cocteles molotov contra un cuartel de la policía metropolitana en Buenos Aires
No fue hasta el 17 de marzo del 2010 la Brigada Mauricio Morales clamó responsabilidad por un atentado explosivo contra Banco Nación en Villa Urquiza, Buenos Aires, destrozando cristales y cajeros automáticos, sin ningún sospechoso arrestado. El 25 de mayo del 2010 un explosivo improvisado detono inutilizando 3 cajeros automáticos y provocando daños en la fachada del Banco Ciudad, en el área metropolitana de Buenos Aires, sin registrar algún detenido.
El 4 de julio la célula "Brigada Andrea Salsedo" detono un explosivo improvisado contra una sucursal de BBVA Francés, ocasionado daños materiales leves. Días después el 13 de julio dos ataques con explosivos contra la sede de la Escuela de Policía de Río Negro en la ciudad de Cipolletti, dejando a un empleado municipal muerto, además de un ataque a la sede local de la Compañía española Telefónica en repudio a los asesinatos de otros militantes mapuche en Furiloche. El mismo día en la Ciudad de Cutral Có el Núcleo Combatiente Cárdenas-Fuentealba atacó a tiros la vivienda de un miembro del Ministerio de Desarrollo Social, acusado de actos de corrupción. También el 23 de julio atacó a balazos la comisaria 20a del barrio parque industrial de la ciudad de Neuquén. El ataque se registró al filo de la medianoche, los policías de guardia escucharon los impacto y salieron, alcanzando a ver a un grupo de personas que se daba a la fuga a unos 100 metros.  La comisaría recibió siete impactos sobre una de las paredes externas, aunque ninguno de ellos logró perforar la pared de cemento ni lesionar a nadie, además la policía no logró arrestar a nadie.
En los meses siguientes el grupo siguió clamando atentados que no fueron confirmados por las autoridades, siendo el 23 de noviembre del 2010 responsables de un ataque a tiros contra un camión blindado que dejó dos muertos y dos más heridos, esto ocurrido en Escobar, zona norte del Gran Buenos Aires. Los atacantes huyeron del lugar, actuaron al menos 8 delincuentes en 4 autos, pero no pudieron llevarse el dinero y en una primera instancia no hubo detenidos, siendo mediático el atentado. Al día siguiente miembros del Núcleo Joaquin Penina robaron 60 mil pesos a un camión de valores, esto en la ciudad de Granadero Baigorria en la Provincia de Santa Fe, dejando como saldo un guardia muerto y otro con heridas leves, siendo este el último ataque realizado por el grupo.

### Arrestos y desmantelamiento
El 14 de febrero del 2011 uno de los miembros Diego Guardo (de 34 años) alias "El Sucio" murió después de enfrentarse a tiros con la policía, después de que fuera identificado en un auto robado en la ciudad de Los Polvorines, en la Gran Buenos Aires. El sospechoso portaba dos armas cortas y fue alcanzado por los disparos realizado por la Policía bonaerense. 
El 2 de marzo fueron capturados dos policías que fueron acusados de ser los perpetradores del ataque, y se comprobó que eran compañeros de las víctimas. Tras los arrestos se descubrió que era banda mixta compuestos por civiles y agentes de fuerzas de seguridad, policías, un bombero y un ex efectivo de Prefectura. Además algunos de los arrestados son investigados de ser sospechosos del secuestro y asesinato de Axel Blumberg en el año 2004.
Meses después el 9 de abril del 2011 fue arrestado César "el Chivo" Guardo (de 56 años), quien se cree era el cabecilla del grupo y el cual planifico el ataque contra el camión blindado. El sospechoso fue arrestado después de un tiroteo entre el y otro sospechoso contra miembros de las fuerzas de seguridad, dejando un oficial y a "El Chivo" heridos.
El 14 de abril del 2016 fueron absueltos los catorce detenidos por el asalto al blindado en Panamericana, esto por no hallarse pruebas concretas por los homicidios de los policías bonaerenses Darío Fabián García (46) y Rubén Fangio (42). Los jueces que dieron dicho fallo en forma unánime fueron Guillermo Guehenneuf, Gladys Cardozo y Ángeles Andreini, quienes estuvieron a cargo del juicio, que comenzó el 14 de mayo de 2015 y terminó el 23 de marzo del mismo año.
A pesar de las acusaciones de los periódicos, estas detenciones no tuvieron relación con los ataques anarquistas reivindicados por las células revolucionarias, sino que fueron parte de los montajes realizados tanto por la prensa como por los servicios represivos del Estado para desprestigiar e intentar infiltrarse dentro de los núcleos de la ofensiva anárquica